# جودت (اسم)
جودت هو اسم علم مذكر من أصل عربي، ومعناه هو جودة صفة الجيد.

## شخصيات تحمل الاسم
- جودت أردول (طبيب تركي، 1958 – )
- جودت القزويني (1953 – )
- جودت الملط (القرن 20 – )
- جودت الهاشمي (1887 – 1955)
- جودت سعيد (9 فبراير 1931 – )
- جودت صوناي (10 فبراير 1899[3] – 22 مايو 1982[3])
- جودت فاهمي باشكوت (صحفي تركي، 1905 – 15 مارس 1971)
- جودت مرجان (5 يونيو 1969 – )
- جودت نور الدين (1936[4] – )
- جودت يلماز (سياسي تركي، 1 أبريل 1967 – )

## وصلات خارجية
- موسوعة السلطان قابوس لأسماء العرب نسخة محفوظة 5 أبريل 2019 على موقع واي باك مشين.